# Rune Tolsgaard
Rune Tolsgaard (født 6. januar 1977 i Skive) er en dansk autodidakt komiker, manuskriptforfatter, instruktør og konceptudvikler. Han brød igennem med satireprogrammet Drengene fra Angora (2004) sammen med Esben Pretzmann og Simon Kvamm.
Rune Tolsgaard er opvokset i landsbyen Vile i det nordlige Salling, nord for Skive. Han kom ind på Filmhøjskolen i Ebeltoft og læste derefter kortvarigt teatervidenskab på Københavns Universitet.
Han har medvirket i en række forskellige DR-programmer, bl.a. Børneradio, Danmark sjoveste barn, Chris og chokoladefabrikken, Ruben - drengen der kan tale med ting, Rockerne, Drengene fra Angora, Teatret ved Ringvejen, Trio van Gogh og Angora By Night. Rune Tolsgaard har tidligere spillet trommer i det nu forhenværende Aarhus-baserede band Cinnamon Sigh, der turnerede med rockgruppen Nephew i slutningen af 90'erne. Han har desuden medvirket i tv-reklamer for Viasat og L'EASY. Med Pretzmann udgav han i 2003 CD'en Svedbanken.
I 2012 slog han sig sammen med Esben Pretzmann og dannede duoen Tolsgaard og Pretzmann, og optrådte til Zulu Comedy Galla samme år. De turnerede i efteråret og i december var de værter for det problemfyldte GAFFA-Prisen 2012 prisshow. De udgav deres debutalbum i foråret 2013 med sange fra deres turne.
Siden 2015 har Rune holdt sig uden for rampelyset indtil han i rollen som den ukuelige sportsdirektør Henning Primdahl pludselig dukkede op på skærmen til et stort sportsshow i starten af 2023 for at lykønske Jonas Vingegaard med Tour de France-sejren. 

## Privat
Rune bor nu i Los Angeles i USA sammen med sin kone, Rikke.

## Filmografi
- Rockerne  (2001)
- Drengene fra Angora (2004)
- Teatret ved Ringvejen (2006)
- Angora by Night (2007-2008)
- Æblet & ormen (2009)
- Osman og Jeppe (2009-2012)
- Aggressiv Amager (2013)
- Emma og Julemanden  (2015)